# اللغات الإسكيمو أليوطية
اللغات الإسكيمو أليوطية هي عائلة لغوية تنتشر في المناطق الشمالية من كندا وفي ألاسكا وغرينلاند ونواحي سيبيريا وتنقسم هذه العائلة من اللغات إلى قسمين لغات الإسكيمو وبدورها تتفرع لقسمين واللغات الأليوطية.